# Юлипулли, Юкка
Ю́кка Пе́ттери Ю́липулли (фин. Jukka Petteri Ylipulli; род. 6 февраля 1963, Рованиеми, Финляндия) — финский двоеборец, призёр чемпионатов мира и Олимпийских игр. Участник двух Олимпиад.

## Карьера
У Юкки Юлипулли было три брата, которые профессионально занимались прыжками с трамплина. Старший брат Хейкки добился наименьших успехов, лишь один раз в карьере поднимался на подиум этапа Кубка мира. Младшие братья Туомо и Раймо добились больших успехов. Туомо — двукратный чемпион мира и олимпийский чемпион в командных турнирах, Раймо — серебряный призёр мирового первенства 1991 года также в командных соревнованиях.
На международной арене Юкка Юлипулли дебютировал 17 декабря 1983 года на первом в истории этапе Кубка мира по двоеборью в австрийском Зефельде, где занял 14 место.
В том же сезоне на Олимпийских играх в Сараево Юлипулли стал бронзовым призёром в единственном виде программы двоеборцев. После прыжковой части турнира финн был пятым, также пятое время показал в лыжной гонке а 15 километров. Эти результаты позволили Юлипулли стать третьим в общем зачете с шестиочковым отставанием от серебряного призёра Йоуко Карьялайнена. На восемь очков Юкка опередил ещё одного соотечественника, призёра Олимпиады-1972 Рауно Миеттинена. В том же сезоне три финских спортсмена стали вице-чемпионами мира в эстафете, которая ещё не входила в олимпийскую программу.
В 1985 году на чемпионате мира в Австрии Юлипулли, Карьялайнен и Юри Пелконен стал бронзовыми призёрами в эстафете. В личной гонке Юкка стал 11-м.
На Олимпийских играх в Калгари финские двоеборцы выступили неудачно. В личном первенстве, которое впервые проводилось по системе Гундерсена, Юлипулли стал только 16-м, хотя после прыжковой части был 24-м, а в эстафетной гонке сборная Финляндии показала седьмое время.
Сразу после Олимпиады, на домашнем этапе в Рованиеми Юкка Юлипулли показал второй результат, завоевав первый и единственный кубковый подиум в карьере.
Без особого успеха Юлипулли принимал участие в чемпионатах мира 1989 и 1991 годов. лучшим результатом финна в общем зачёте Кубка мира стали два пятнадцатых места в сезонах 1985/86 и 1987/88.
В 1991 году завершил карьеру.